# ادبیات یهودی-تاتی
ادبیات یهودی-تاتی ادبیات یهودیان کوهستان به زبان یهودی-تاتی (جهوری) است. این ادبیات دارای فولکلور غنی است. از مهم‌ترین راویان فولکلور یهودی-تاتی در آغاز سده بیستم می‌توان به مردخای اوشلوم (۱۸۵۰–۱۹۲۵)، شاول سیماندو (۱۸۵۶–۱۹۳۹)، خزگل داداشف (۱۸۶۰–۱۹۴۵) و ایبولو از تارکی اشارع کرد.
ربی یشایاهو رابینوویچ از نخستین کسانی بود که در سال ۱۹۰۴ برای یک گروه نمایشی در شهر دربند آثار ادبی به زبان جهوری آفرید.